# Base32
A Base32 egy olyan adatkódolási módszer, amely a bináris adatokat ember által olvasható karakterekből álló szimbólumok sorozatává alakítja át. Ezen kódolási módszer célja, hogy a bináris adatokat olyan formában reprezentálja, amely könnyen kezelhető és továbbítható például szöveges üzenetekben vagy URL-ekben.

## Előnyök
A Base32 számos előnnyel rendelkezik a Base64-hez képest:
1. Az adott karakterkészlet minden karakterét egyazon nagy- vagy kisbetűs formában találhatjuk meg, ami sok esetben előnyös lehet olyankor, amikor egy olyan fájlrendszert használunk, ami nem különbözteti meg a kis- és nagybetűket, domain neveket (DNS), beszélt nyelvet vagy emberi emlékezetet.
2. Az eredményt lehet fájlnévként használni, mivel lehetetlen, hogy tartalmazza a '/' szimbólumot, ami az Unix útválasztó karaktere.
3. Az ábécé kiválasztható úgy, hogy elkerülje a hasonló kinézetű különböző szimbólumokat, így a karakterláncok kézzel pontosan átírhatók. (Például az RFC 4648 szimbólumkészlet kihagyja az egyest, nyolcast és nullát, mivel összetéveszthetők az 'I', 'B' és 'O' betűkkel.)

## Hátrányok
A Base32 reprezentációhoz kb. 20%-kal több helyre van szükség, mint a Base64 esetén. Emellett azért, mert 5 bájtot 8 karakterre kódol (szemben a 3 bájtról 4 karakterre történő kódolással a Base64-ben), a 8 karakteres határhoz való kitöltés nagyobb terhet ró rövid üzenetekre (ami indok lehet a kitöltés mellőzésére, amely egy lehetőség az RFC 4648 szerint).
|         | Base64 | Base32 |
| ------- | ------ | ------ |
| 8 bites | 133%   | 160%   |
| 7 bites | 117%   | 140%   |

## RFC 4648Base32 ábécé
A leggyakrabban használt Base32 ábécé az RFC 4648 vagy a korábbi RFC 3548-ban van meghatározva, melyet eredetileg John Myers tervezett a SASL/GSSAPI számára. A Base32 karakterkészlete A-tól Z-ig tart, majd a 2-től 7-ig. A 0, 1 és 8 számjegyek kimaradnak, mivel könnyen összekeverhetőek az O, I és B betűkkel.
| Érték       | Szimbólum |    | Érték | Szimbólum |   | Érték | Szimbólum |  | Érték | Szimbólum |
| 0           | A         | 8  | I     | 16        | Q | 24    | Y         |  |       |           |
| 1           | B         | 9  | J     | 17        | R | 25    | Z         |  |       |           |
| 2           | C         | 10 | K     | 18        | S | 26    | 2         |  |       |           |
| 3           | D         | 11 | L     | 19        | T | 27    | 3         |  |       |           |
| 4           | E         | 12 | M     | 20        | U | 28    | 4         |  |       |           |
| 5           | F         | 13 | N     | 21        | V | 29    | 5         |  |       |           |
| 6           | G         | 14 | O     | 22        | W | 30    | 6         |  |       |           |
| 7           | H         | 15 | P     | 23        | X | 31    | 7         |  |       |           |
| kiegészítés | =         |    |       |           |   |       |           |  |       |           |

## Alternatív változatok
A Base32 ábécé megváltoztatásakor az összes alternatív szabvány hasonló kombinációkat használ az alfanumerikus szimbólumokból.

### Z-Base-32
A Z-Base-32 egy Base32 kódolás, amit Zooko Wilcox-O'Hearn tervezett az emberi használat könnyítése és a kompaktabb tárolás érdekében. Tartalmazza az 1, 8 és 9 számjegyeket, de kihagyja az "l", "v" és "2" karaktereket. Az ábécé sorrendjét is átrendezte, hogy az egyszerűbben felismerhető karakterek gyakrabban előforduljanak. Hatékonyabban kódol olyan bitláncokat, amelyek hossza nem többszöröse 8-nak, és a végén lévő kitöltő karaktereket is elhagyja.
| Érték | Szimbólum |    | Érték | Szimbólum |   | Érték | Szimbólum |  | Érték | Szimbólum |
| 0     | y         | 8  | e     | 16        | o | 24    | a         |  |       |           |
| 1     | b         | 9  | j     | 17        | t | 25    | 3         |  |       |           |
| 2     | n         | 10 | k     | 18        | 1 | 26    | 4         |  |       |           |
| 3     | d         | 11 | m     | 19        | u | 27    | 5         |  |       |           |
| 4     | r         | 12 | c     | 20        | w | 28    | h         |  |       |           |
| 5     | f         | 13 | p     | 21        | i | 29    | 7         |  |       |           |
| 6     | g         | 14 | q     | 22        | s | 30    | 6         |  |       |           |
| 7     | 8         | 15 | x     | 23        | z | 31    | 9         |  |       |           |

## Fordítás
Ez a szócikk részben vagy egészben  a   Base32 című angol Wikipédia-szócikk ezen változatának fordításán alapul.  Az eredeti cikk szerkesztőit annak laptörténete sorolja fel. Ez a jelzés csupán a megfogalmazás eredetét és a szerzői jogokat jelzi, nem szolgál a cikkben szereplő információk forrásmegjelöléseként.